# Грефельфинг
Грефельфинг (нем. Gräfelfing, бав. Grefefing) — коммуна в Германии, в земле Бавария.

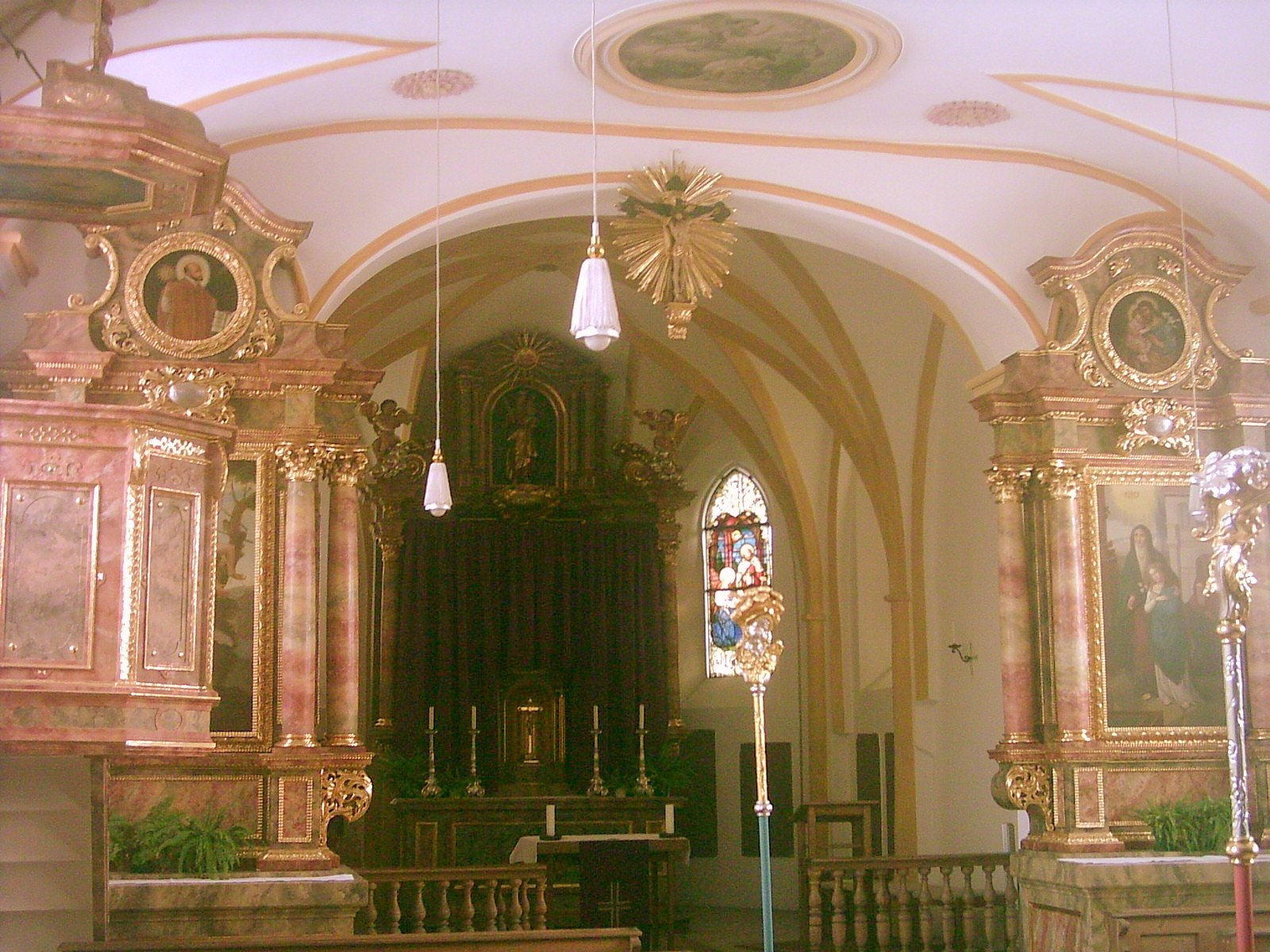
Грефельфинг

Подчиняется административному округу Верхняя Бавария. Входит в состав района Мюнхен. Население составляет 12 870 человек (на 31 декабря 2010 года). Занимает площадь 9,58 км².